# Karl Francioh
Karl Francioh (Flrazich) (ur. 5 października 1912 we Wriezen, zm. 13 grudnia 1945 w Hameln) – zbrodniarz hitlerowski, jeden z funkcjonariuszy pełniących służbę w obozach koncentracyjnych i SS-Rottenführer.

## Życiorys
Z zawodu górnik. Od 17 kwietnia 1940 roku członek SS (wcześniej służył w Wehrmachcie). W 1944 Francioh skierowany został do obozu Auschwitz-Birkenau, a w grudniu 1944 roku do służby w obozie dla jeńców wojennych Blechhammer. W lutym 1945 roku przeniesiono go do Gross-Rosen. Między 10 a 15 marca przybył do Bergen-Belsen, gdzie pełnił funkcję szefa kuchni nr 3.
Sądzony po wojnie w pierwszym procesie załogi Bergen-Belsen przez brytyjski Trybunał Wojskowy i skazany na śmierć przez powieszenie. Wyrok wykonano w więzieniu Hameln.